# 馬場克三
馬場 克三（ばば かつぞう、1905年3月14日 - 1991年10月29日）は、日本の経営学者、会計学者。九州大学名誉教授。

## 来歴・業績
滋賀県彦根市出身。1926年彦根高等商業学校（現滋賀大学経済学部）卒業。1931年九州帝国大学（現九州大学）法文学部経済科卒業。卒業後も同大学に残り、副手、講師、助教授を経て、1945年教授昇任。1968年に退官後は西南学院大学（1968年～1977年3月）、広島修道大学（1977年～1981年3月）等でも教鞭を執った。1966年藍綬褒章受章、1976年勲二等瑞宝章受章。1991年没。
『減価償却論』、『株式会社金融論』、『経営経済学』は名著として名高い。中西寅雄の個別資本説を独自に発展させた。（馬場5段階規定や経営者の意識）また会計学の分野においても多くの著作を残している。近代株式会社金融論において、資本論やマルクス信用理論に対する深い理解（ルドルフ・ヒルファーディングの金融資本論や大塚久雄の株式会社発生史論など）を基に独自の理論構築を行った。経営財務論に関していうと、その主張について、有名なローマン・ルフチ効果の代わりに馬場克三効果と呼ぶべきという学者もいた。九州大学在籍中に多くの学者（片山伍一、別府正十郎、三戸公、内川菊義、服部俊治、藤田昌也、久木田重和など）を育てた。

## 年譜
- 1905年 - 滋賀県彦根市にて出生
- 1923年 - 私立大阪商業学校卒業
- 1926年 - 彦根高等商業学校卒業（第1回卒業生）[2]
- 1931年 - 九州帝国大学法文学部経済学科卒業
- 1945年 - 九州帝国大学教授
- 1949年 - 九州大学教授
- 1952年 - 九州大学経済学博士 学位論文名「減価償却論」
- 1968年 - 九州大学退官

## 主要業績
単著書10冊、編共著書4冊、論文199本、書評・紹介など10本。
- 『減価償却論』千倉書房、1951年。
- 『市民のための会計学』中央経済社、1954年。
- 『株式会社金融論』森山書店、1965年。
- 『会計理論の基本問題』森山書店、1975年。
- 『経営経済学』税務経理協会、1982年。
- 『馬場克三著作集』（Ⅰ 個別資本と経営技術／Ⅱ 株式会社金融論／Ⅲ 会計理論の基本問題／Ⅳ 減価償却）「馬場克三著作集」刊行会、1987～1989年。